# Родовое имя
Родово́е и́мя — часть полного имени, которая несёт информацию о происхождении человека. В современное время, как правило, используется только одно родовое имя — фамилия, в древности использовались и другие формы записи информации о предках в собственном имени человека. Наиболее простым видом родового имени является отчество, но существовало и матчество (имя по матери) и дедичество (имя по деду) — у арабов, к примеру. Полная цепочка родового имени могла достигать десятка имён. С течением времени имя или прозвище одного из наиболее известных предков отдельной ветви могло закрепиться и стать основным.
Кроме того, информация о роде могла вкладываться и в личное имя. У некоторых народов (итальянцев, ирландцев) существовали традиции, которые строго регламентировали, какое у ребёнка должно быть главное имя, причём в зависимости от старшинства одни дети получали имя деда, другие — отца, третьи — дяди или, соответственно, бабушки, матери и тёти.
Практика имянаречения на Руси показывает, что род имел характерные для него имена — родовые имена, которые повторялись из поколения в поколения. Ф. Б. Успенский считает, что для того, чтобы войти в мир рода, ребенок должен получить родовое имя. Выбор имени был особым историческим — имя почти всегда давалось в честь умершего предка, связывало ребенка с историей рода и передавало эту связь в будущее. В первую очередь это касалось тех детей, которым предстояло стать наследниками, старшими в роду, в своём поколении. Их, как правило, называли в честь деда, прадеда, дяди или другого ближайшего родственника по мужской линии. Особенно значимым было выбор имени в знатных родах и прежде всего в королевской семье.